# Aeroportul Canavieiras
Aeroportul Canavieiras (IATA: CNV, ICAO: SNED) este un aeroport din Bahia, Brazilia ce deservește zona Canavieiras.
Situat la o altitudine de 6 m, aeroportul dispune de 1 pistă.

## Infrastructură

### Piste
Aeroportul dispune de o singură pistă. Pista 13/31 are suprafața de asfalt și dimensiunile 1.340 m × 30 m. 